# Голд-Кост Юнайтед
«Голд-Кост Юнайтед» — австралийский футбольный клуб из города Голд-Кост. Выступал в высшем дивизионе A-League в течение двух сезонов. Домашние матчи проводил на стадионе «Скиллд Парк», вместимостью 27 400 зрителей.  Изначально клуб был основан в 1966 году. Заново возрожден в 2008 году, но лишен лицензии и расформирован вновь в 2012 году. 
3 августа 2017 года было объявлено, что клуб снова выступит в Национальной Премьер-Лиге Квинсленда мужскими и женскими составами. Это уже третья реинкарнация команды.

## История
В 2009 году «Голд-Кост Юнайтед» начал свои выступления в A-League, расширив лигу до 12 команд.

### Сезон 2009—2010
Команда заняла 3 место, набрав 44 очка, и отстав от первого места лишь на 4 очка. Этот сезон является лучшим в истории команды.

### Сезон 2010—2011
Этот сезон также можно считать успешным. Команда заняла 4 место, набрав на 2 очка больше, чем в сезоне 2009—2010. Правда, отставание от лидера было уже 14 очков.

### Сезон 2011/2012
Команда закончила сезон на последнем, 10-м месте, в 27 проведённых матчах одержав 4 победы и набрав 21 очко. По окончании сезона клуб прекратил своё существование.

### 2017: возрождение
3 августа 2017 года было объявлено, что клуб допущен к соревнованиям Национальной Премьер-Лиги Квинсленда.